# 9 mm Glisenti
El 9 mm Glisenti o 9 x 19 Glisenti es un cartucho italiano para pistola y subfusil.

## Historia y empleo
El 9 mm Glisenti fue desarrollado para la Glisenti Modelo 1910, una pistola italiana empleada en la Primera Guerra Mundial. También fue empleado en otras armas italianas, tales como las pistolas Beretta Modelo 1915 y 1923, los subfusiles OVP 1918, Beretta M1918 y Villar-Perosa. El revólver Medusa M47 también puede disparar el cartucho 9 mm Glisenti, así como otros cartuchos que montan balas de 9 mm.

## Especificaciones
El cartucho estaba basado en el 9 x 19 Parabellum, pero es significativamente menos potente, para poder ser empleado en pistolas accionadas por retroceso que eran más sencillas de fabricar que una pistola con recámara acerrojada.
Actualmente el 9 mm Glisenti es un cartucho obsoleto, pero Fiocchi Munizioni produce ocasionalmente lotes.